# Kreisgericht Schönlanke
Das Kreisgericht Schönlanke war von 1849 bis 1878 ein preußisches Kreisgericht mit Sitz in Schönlanke.

## Geschichte
In Schönlanke bestand bis 1849 das Land- und Stadtgericht Schönlanke. Nach der Märzrevolution wurde dieses Gericht aufgehoben und in der ganzen Provinz Posen einheitlich Kreisgerichte gebildet. In Schönlanke entstand so das Kreisgericht Schönlanke. Es war eines von neun Kreisgerichten im Sprengel des Appellationsgerichts Bromberg. In Czarnikau und Filehne wurden Gerichtskommissionen eingerichtet.
Der Sprengel des Kreisgerichts Schönlanke umfasste den Kreis Czarnikau mit den Städten Czarnikau, Schönlanke und Filehne mit 64.047 Gerichtseingesessenen (1861). Das Kreisgericht Schneidemühl war das zuständige Schwurgericht für das Kreisgericht Schönlanke. Das Gericht bestand aus einem Direktor und neun Kreisrichtern.
Im Rahmen der Reichsjustizgesetze wurde das Gerichtswesen in Deutschland 1879 vereinheitlicht. Damit wurde das Kreisgericht Schönlanke aufgehoben und das königlich preußische Amtsgericht Schönlanke mit Wirkung zum 1. Oktober 1879 als eines von 13 Amtsgerichten im Bezirk des Landgerichtes Schneidemühl als Nachfolger gebildet.